# Casas de Fernando Alonso
Casas de Fernando Alonso – gmina w Hiszpanii, w prowincji Cuenca, w Kastylii-La Mancha, o powierzchni 30,28 km². W 2011 roku gmina liczyła 1446 mieszkańców.